# Superliga de fotbal a Kosovo
Superliga de fotbal a Kosovo (în albaneză Superliga e Futbollit të Kosovës), cunoscută actualmente sub numele de Superliga ALBI MALL a Kosovo (în albaneză ALBI MALL Superliga e Kosovës) din motive de sponsorizare, este cel mai înalt nivel al sistemului Ligii de fotbal kosovar. Superliga este organizată de Federația de Fotbal din Kosovo, iar divizia are în prezent un format de 10 echipe. Cluburile se joacă între ele de patru ori în timpul sezonului pentru un program de 36 de meciuri. La sfârșitul sezonului, ultimele două echipe din divizie sunt retrogradate la nivelul doi, Prima Ligă de Fotbal din Kosovo.
Superliga a avut loc în afara FIFA și UEFA până când Kosovo a fost admisă în ambele organizații, pe 3 mai 2016.

## Istoric și format

### Istorie
Înainte de Al Doilea Război Mondial, în Regatul Iugoslaviei, cluburile kosovene au concurat în ligile provinciale ale Subassociației de fotbal din Belgrad. În timpul celui de-al Doilea Război Mondial, între 1941 și 1944, când cea mai mare parte a regiunii a devenit parte a Regatul Albanez, numeroase cluburi kosovare au jucat în sistemul de ligă albaneză. În 1945, Kosovo a fost reîncorporat în Serbia și, ulterior, în SFR Iugoslavia. Liga își are originile în 1945, când a devenit una dintre subdiviziunile nivelului 5 din sistemul ligii de fotbal iugoslave. A adunat cele mai bune cluburi din SAP Kosovo, cu excepția acelor cluburi care concurează la niveluri superioare. În 1991, a fost înființată o ligă paralelă nerecunoscută care adună cluburi etnice albaneze pro-independență și a fost condusă până în 1999. Între timp, cele mai bune cluburi au concurat în ligile din FR Iugoslavia. În 1999, după Războiul din Kosovo, a fost format un sistem separat de ligă kosovară. Acesta a inclus majoritatea cluburilor din Kosovo, cu excepția celor din Kosovo de Nord, dominat de sârbi, care au rămas în sistemul ligii de fotbal sârbe. Din 2000, competiția se desfășoară în mod continuu, iar până în 2017, după ce Kosovo a devenit membru la FIFA și UEFA, a început să acționeze ca liga națională a Kosovo, oferind cluburi pentru turnee internaționale.

### Nume
| Nume                             | Nume                          | Perioada           | Note                                                                                  |
| Albaneză                         | Română                        | Perioada           | Note                                                                                  |
| -------------------------------- | ----------------------------- | ------------------ | ------------------------------------------------------------------------------------- |
| Liga e Provincës së Kosovës      | Liga Provinciei Kosovo        | 1945–1991          | Face parte din sistemul ligii de fotbal iugoslave.                                    |
| Liga e Pavarur e Kosovës         | Liga Independentă a Kosovo    | 1991–1999          | Competiție nerecunoscută paralelă cu sistemul ligii sârbe.                            |
| Superliga e Futbollit të Kosovës | Superliga de Fotbal a Kosovo  | 1999–prezent(2008) | Denumirea oficială, chiar dacă din 2008 din motive de sponsorizare numele se schimbă. |
| Raiffeisen Superliga e Kosovës   | Superliga Raiffeisen a Kosovo | 2008–2016          | Sponsorizat de Raiffeisen Bank Kosovo, o subsidiară a Raiffeisen Bank International.  |
| Vala Superliga e Kosovës         | Superliga Vala a Kosovo       | 2016–2018          | Sponsorizat de Kosovo Telecom.                                                        |
| IPKO Superliga e Kosovës         | Superliga IPKO a Kosovo       | 2018–2020          | Sponsorizat de IPKO.                                                                  |
| BKT Superliga e Kosovës          | Superliga BKT a Kosovo        | 2021–2022          | Sponsorizat de Banca Commercială Națională .                                          |
| ALBI MALL Superliga e Kosovës    | Superliga ALBI MALL a Kosovo  | 2022–prezent       | Sponsorizat de Albi Mall, o subsidiară a Albi Commerce.                               |

## Campioane
Aceasta este o listă a câștigătorilor Superliga de Fotbal din Kosovo din 1945.
| Liga Provinciei Kosovo | Liga Provinciei Kosovo                               | Liga Provinciei Kosovo                               |
| Sezon                  | Club                                                 | Localitatea                                          |
| ---------------------- | ---------------------------------------------------- | ---------------------------------------------------- |
| 1945                   | Jedinstvo                                            | Priștina                                             |
| 1946                   | Jedinstvo                                            | Priștina                                             |
| 1947                   | Trepça                                               | Mitrovica                                            |
| 1947–48                | Proleteri                                            | Pristina                                             |
| 1948–49                | Trepça                                               | Mitrovica                                            |
| 1950                   | Trepça                                               | Mitrovica                                            |
| 1951                   | Kosova                                               | Priștina                                             |
| 1952                   | Trepça                                               | Mitrovica                                            |
| 1953                   | Nu s-a jucat din cauza schimbării sistemului de ligă | Nu s-a jucat din cauza schimbării sistemului de ligă |
| 1953–54                | Prishtina                                            | Priștina                                             |
| 1954–55                | Trepça                                               | Mitrovica                                            |
| 1955–56                | Rudari                                               | Stari Trg                                            |
| 1956–57                | Rudniku                                              | Hajvalia                                             |
| 1957–58                | Rudari                                               | Stari Trg                                            |
| 1958–59                | Prishtina                                            | Priștina                                             |
| 1959–60                | Rudari                                               | Stari Trg                                            |
| 1960–61                | Prishtina                                            | Priștina                                             |
| 1961–62                | Budućnost                                            | Peja                                                 |
| 1962–63                | Drita                                                | Gnjilane                                             |
| 1963–64                | Slloga                                               | Lipljan                                              |
| 1964–65                | Slloga                                               | Lipljan                                              |
| 1965–66                | Budućnost                                            | Peja                                                 |
| 1966–67                | Obilić                                               | Obilić                                               |
| 1967–68                | Vëllaznimi                                           | Gjakova                                              |
| 1968–69                | Vëllaznimi                                           | Gjakova                                              |
| 1969–70                | Vëllaznimi                                           | Gjakova                                              |
| 1970–71                | Vëllaznimi                                           | Gjakova                                              |
| 1971–72                | Obilić                                               | Obilić                                               |
| 1972–73                | Fushë Kosova                                         | Kosovo Polje                                         |
| 1973–74                | Vëllaznimi                                           | Gjakova                                              |
| 1974–75                | Liria                                                | Prizren                                              |
| 1975–76                | RHMK Obilić                                          | Obilić                                               |
| 1976–77                | Prishtina                                            | Priștina                                             |
| 1977–78                | Budućnost                                            | Peja                                                 |
| 1978–79                | Prishtina                                            | Priștina                                             |
| 1979–80                | Vëllaznimi                                           | Gjakova                                              |
| 1980–81                | Liria                                                | Prizren                                              |
| 1981–82                | Vëllaznimi                                           | Gjakova                                              |
| 1982–83                | KNI Ramiz Sadiku                                     | Priștina                                             |
| 1983–84                | Liria                                                | Prizren                                              |
| 1984–85                | Crvena Zvezda                                        | Gnjilane                                             |
| 1985–86                | Vëllaznimi                                           | Gjakova                                              |
| 1986–87                | Liria                                                | Prizren                                              |
| 1987–88                | Crvena Zvezda                                        | Gnjilane                                             |
| 1988–89                | Budućnost                                            | Peja                                                 |
| 1989–90                | Vëllaznimi                                           | Gjakova                                              |
| 1990–91                | Fushë Kosova                                         | Kosovo Polje                                         |

| Liga Independentă a Kosovo                                       | Liga Independentă a Kosovo                               | Liga Independentă a Kosovo                               |
| Sezon                                                            | Club                                                     | Localitatea                                              |
| ---------------------------------------------------------------- | -------------------------------------------------------- | -------------------------------------------------------- |
| 1991–92                                                          | Prishtina                                                | Priștina                                                 |
| 1992–93                                                          | Trepça                                                   | Mitrovica                                                |
| 1993–94                                                          | Dukagjini                                                | Klina                                                    |
| 1994–95                                                          | Liria                                                    | Prizren                                                  |
| 1995–96                                                          | Prishtina                                                | Priștina                                                 |
| 1996–97                                                          | Prishtina                                                | Priștina                                                 |
| 1997–98                                                          | Competiția nu a avut loc din cauza Războiului din Kosovo | Competiția nu a avut loc din cauza Războiului din Kosovo |
| 1998–99                                                          | Competiția nu a avut loc din cauza Războiului din Kosovo | Competiția nu a avut loc din cauza Războiului din Kosovo |
| Stabilirea ca primă ligă după preluarea de către UNMIK a Kosovo. |                                                          |                                                          |
| 1999–2000                                                        | Prishtina                                                | Priștina                                                 |
| 2000–01                                                          | Prishtina                                                | Priștina                                                 |
| 2001–02                                                          | Besiana                                                  | Podujevo                                                 |
| 2002–03                                                          | Drita                                                    | Gnjilane                                                 |
| 2003–04                                                          | Prishtina                                                | Priștina                                                 |
| 2004–05                                                          | Besa                                                     | Peja                                                     |
| 2005–06                                                          | Besa                                                     | Peja                                                     |
| 2006–07                                                          | Besa                                                     | Peja                                                     |
| 2007–08                                                          | Prishtina                                                | Priștina                                                 |
| 2008–09                                                          | Prishtina                                                | Priștina                                                 |
| 2009–10                                                          | Trepça                                                   | Mitrovica                                                |
| 2010–11                                                          | Hysi                                                     | Podujevo                                                 |
| 2011–12                                                          | Prishtina                                                | Priștina                                                 |
| 2012–13                                                          | Prishtina                                                | Priștina                                                 |
| 2013–14                                                          | Vushtrria                                                | Vučitrn                                                  |
| 2014–15                                                          | Feronikeli                                               | Drenas                                                   |
| 2015–16                                                          | Feronikeli                                               | Drenas                                                   |
| După obținerea calității de membru al UEFA și FIFA.              |                                                          |                                                          |
| 2016–17                                                          | Trepça'89                                                | Mitrovica                                                |
| 2017–18                                                          | Drita                                                    | Gnjilane                                                 |
| 2018–19                                                          | Feronikeli                                               | Drenas                                                   |
| 2019–20                                                          | Drita                                                    | Gnjilane                                                 |
| 2020–21                                                          | Prishtina                                                | Priștina                                                 |
| 2021–22                                                          | Ballkani                                                 | Suva Reka                                                |

## Totalul de campioane
Numărul de titluri de când Liga Independentă a Kosovo a devenit primul nivel al sistemului de ligă kosovară.
| Club       | Titluri | Sezoanele                                                                                         |
| ---------- | ------- | ------------------------------------------------------------------------------------------------- |
| Prishtina  | 11      | 1991–92, 1995–96, 1996–97, 1999–00, 2000–01, 2003–04, 2007–08, 2008–09, 2011–12, 2012–13, 2020–21 |
| Besa       | 3       | 2004–05, 2005–06, 2006–07                                                                         |
| Feronikeli | 3       | 2014–15, 2015–16, 2018–19                                                                         |
| Drita      | 3       | 2002–03, 2017–18, 2019–20                                                                         |
| Trepça     | 2       | 1992–93, 2009–10                                                                                  |
| Dukagjini  | 1       | 1993–94                                                                                           |
| Liria      | 1       | 1994–95                                                                                           |
| Besiana    | 1       | 2001–02                                                                                           |
| Hysi       | 1       | 2010–11                                                                                           |
| Vushtrria  | 1       | 2013–14                                                                                           |
| Trepça'89  | 1       | 2016–17                                                                                           |
| Ballkani   | 1       | 2021–22                                                                                           |